# Kaniew
Kaniew – wieś w Polsce położona w województwie wielkopolskim, w powiecie krotoszyńskim, w gminie Koźmin Wielkopolski.
Wieś szlachecka Kaniewo, własność kasztelana międzyrzeckiego Andrzeja Górki, około 1580 roku leżała w powiecie pyzdrskim województwa kaliskiego.
W okresie Wielkiego Księstwa Poznańskiego (1815-1848) miejscowość wzmiankowana jako Kaniewo należała do wsi większych w ówczesnym pruskim powiecie Krotoszyn w rejencji poznańskiej. Kaniewo należało do okręgu koźmińskiego tego powiatu i stanowiło część majątku Obra, którego właścicielem był wówczas Szmolke. Według spisu urzędowego z 1837 roku wieś liczyła 220 mieszkańców, którzy zamieszkiwali 31 dymów (domostw).
W latach 1975–1998 miejscowość administracyjnie należała do województwa kaliskiego.
Zobacz też: Kaniewo